# Alexander Schulze (Politiker)
Alexander Schulze (* 28. Januar 1972 in Greiz) ist ein deutscher Kommunalpolitiker (parteilos). Er ist seit 2018 Bürgermeister der thüringischen Kreisstadt Greiz.

## Leben
Nach Abitur und Zivildienst in Greiz absolvierte Schulze eine Ausbildung zum Sozialversicherungsfachangestellten. Infolgedessen war Schulze seit 1996 Leiter der DAK-Gesundheit Greiz, Zeulenroda und Plauen. Er ist außerdem Versichertenberater der Deutschen Rentenversicherung Bund und engagiert sich bei der Freiwilligen Feuerwehr.
Schulze ist verheiratet und hat zwei Kinder.

## Politik
Schulze wurde 2009 in den Gemeinderat der Gemeinde Vogtländisches Oberland gewählt. Bei der Kommunalwahl 2018 wurde er zum hauptamtlichen Bürgermeister von Greiz gewählt und 2024 in seinem Amt bestätigt.